# Un bon bock
Un bon bock (letterlijk vertaald: Een goed bokbiertje) is een korte Franse animatiefilm uit 1892. De film is geregisseerd door Émile Reynaud. Het bestaat uit 700 individueel geschilderde beelden en duurt ongeveer 15 minuten.
Het is een van de eerste animatiefilms ooit gemaakt en was de eerste film die vertoond werd met Reynauds gemodificeerde praxinoscoop: het Optisch Theater.
Samen met Le Clown et ses chiens en Pauvre Pierrot was het vertoond in oktober 1892 toen Emile Reynaud zijn Théâtre Optique opende in het Musée Grévin. De gecombineerde voorstelling van alle drie de films was bekend als Pantomimes Lumineuses. Dit waren de eerste geanimeerde beelden die in het openbaar werden vertoond door middel van beeldbanden. Reynaud gaf de hele presentatie zelf door constant de beelden te manipuleren.
De film wordt nu beschouwd als een verloren film. Er bestaan geen exemplaren van de film meer, omdat Reynaud, met uitzondering van twee films, al zijn filmbanden in de Seine gooide in een depressieve bui.